# ناشو كازانوفا
ناشو كازانوفا (بالإسبانية: Nacho Casanova)‏ (4 فبراير 1987 بلاس بالماس دي غران كناريا في إسبانيا - ) هو لاعب كرة قدم إسباني في مركز الهجوم. لعب مع نادي أليكانتي ونادي لاس بالماس وFC Juniors OÖ ‏ وÁguilas CF ‏ ونادي رييد وCastillo CF ‏ وSV Horn ‏.

## وصلات خارجية
- ناشو كازانوفا على موقع قاعدة بيانات كرة القدم.إي يو (الإنجليزية)
- ناشو كازانوفا على موقع Soccerway.com (الإنجليزية)
- ناشو كازانوفا على موقع عالم كرة القدم.نت (الإنجليزية)